# 金格伦
金格倫（Güngören）又译贡戈伦、京格伦、古恩格伦等，是土耳其伊斯坦堡的39個區之一，位於博斯普魯斯海峽以西的歐洲部份，面積7.5平方公里，2022年人口282692人。
该地区希腊名称是“维多斯”（希臘語：Βίδος）,1936年改为土耳其语Güngören。现是许多安纳托利亚及外国移民的聚居地，如来自阿富汗、新疆、叙利亚等地的移民。